# Pigerne med de 111 træer
|  | Denne artikel er oprettet af botten Steenthbot ud fra en ekstern database. Den kan derfor have sproglige fejl eller mangler. Denne skabelon kan fjernes efter kontrol af indholdet. |

Pigerne med de 111 træer er en dansk oplysningsfilm fra 2014 instrueret af Kirstine Jacobsen og Rikke Mathiassen.

## Handling
En gruppe kvinder fra ørkenstaten Rajasthan i Indien kæmper hårdt for at give den nye generation af piger de samme muligheder for at vokse op og gå i skole som deres brødre.